# 圭多巴爾多二世·德拉羅維雷
圭多巴爾多二世·德拉羅維雷（義大利語：Guidobaldo II della Rovere，1514年4月2日—1574年9月28日），烏爾比諾公爵，1538年至1574年在位。德拉羅維雷家族的成員。